# Rick Lenz

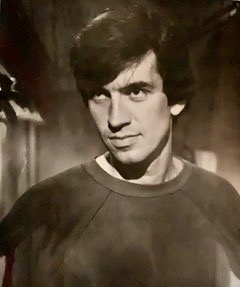
Rick Lenz in „Die Kaktusblüte“

Richard „Rick“ Palmer Lenz (* 21. November 1939 in Springfield, Illinois) ist ein US-amerikanischer Schauspieler.

## Leben
Lenz wuchs in Jackson, Michigan auf. Nach seiner Schauspielausbildung an der University of Michigan und Theaterauftritten im Repertoiresystem in den Semesterferien zog er nach New York City. 1965 hatte er sein Debüt am Broadway, die Produktion von Mating Dance wurde jedoch nach der ersten Aufführung abgesetzt. Im selben Jahr erhielt er ein Engagement als Einspringer in der Originalproduktion von Abe Burrowss Cactus Flower mit Lauren Bacall in der Hauptrolle. Lenz trat in verschiedenen kleineren Rollen auf, darunter auch als Igor Sullivan. 1969 wurde das Theaterstück als Die Kaktusblüte mit Walter Matthau, Ingrid Bergman und Goldie Hawn verfilmt, mit Lenz als Igor in seiner Spielfilmpremiere.
Lenz gelang in der Folge keine große Spielfilmkarriere und er war nur selten in großen Hollywood-Produktionen zu sehen. Ausnahmen davon waren Nebenrollen im Western Der letzte Scharfschütze neben John Wayne und in Jonathan Demmes Tragikomödie Melvin und Howard. Über die nächsten Jahrzehnte erhielt er dagegen zahlreiche Engagements beim Fernsehen und war als Gaststar in verschiedenen Fernsehgenres zu sehen; darunter Krimiserien wie Der Chef, Prime-Time-Soaps wie Der Denver-Clan und Actionserien wie Airwolf. Zwischen 1972 und 1974 spielte Lenz in der als NBC Mystery Movie ausgestrahlten Westernserie Hec Ramsey die zweite Hauptrolle des jungen Polizeichefs Oliver Stamp an der Seite von Richard Boone, der die Titelfigur des alten Revolverhelden Hec Remsey verkörperte. Insgesamt umfasst sein filmisches Schaffen rund 70 Film- und Fernsehproduktionen bis 2014.
Zwischen 1966 und 1977 war Lenz in zweiter Ehe mit Jessica Rains, der Tochter von Claude Rains, verheiratet. Aus der Ehe gingen drei Kinder hervor. Seit 1982 führt er seine dritte Ehe mit Linda Kurth.

## Filmografie (Auswahl)

### Kino- und Fernsehfilm
- 1969: Die Kaktusblüte (Cactus Flower)
- 1970: Wie ich dich liebe? (How Do I Love Thee?)
- 1971: Cowboy John – Der letzte Held im wilden Westen (Scandalous John)
- 1972: Wo tut’s weh? (Where Does It Hurt?)
- 1976: Der letzte Scharfschütze (The Shootist)
- 1979: The Little Dragons
- 1980: Melvin und Howard (Melvin and Howard)
- 1981: Was dich bewegt (Advice to the Lovelorn, Fernsehfilm)
- 1985: Verrücktes Hollywood (Malice in Wonderland, Fernsehfilm)
- 1989: Ein Held mit kleinen Fehlern (Spooner, Fernsehfilm)
- 1991: Im Schatten des Zweifels (Shadow of a Doubt, Fernsehfilm)
- 1993: Perry Mason und der Tote am Telefon (Perry Mason: The Case of the Telltale Talk Show Host, Fernsehfilm)
- 2002: Tequila Express

### Fernsehserien
- 1968–1969: Green Acres (4 Folgen)
- 1971–1974: Owen Marshall – Strafverteidiger (Owen Marshall: Counselor at Law, 3 Folgen)
- 1972: Der Chef (Ironside, Folge 5x22)
- 1972: Dr. med. Marcus Welby (Marcus Welby, M.D., Folge 4x08)
- 1972–1974: Hec Ramsey (10 Folgen)
- 1975: Der Sechs-Millionen-Dollar-Mann (The Six Million Dollar Man, 2 Folgen)
- 1975: Make-up und Pistolen (Police Woman, Folge 2x04)
- 1976: Die Sieben-Millionen-Dollar-Frau (The Bionic Woman, 2 Folgen)
- 1977: Die Straßen von San Francisco (The Streets of San Francisco, Folge 5x11)
- 1978: Fantasy Island (Folge 2x11)
- 1981: Der Denver-Clan (Dynasty, 3 Folgen)
- 1982: T. J. Hooker (Folge 1x03)
- 1982: Lou Grant (Folge 5x17)
- 1982: Cagney & Lacey (Folge 2x05)
- 1983–1985: Simon & Simon (3 Folgen)
- 1984: Airwolf (Folge 1x04)
- 1984: Automan (Folge 1x07)
- 1984: Magnum (Magnum, p.i., Folge 5x09)
- 1986: Du schon wieder (You Again?, Folge 1x12)
- 1986: Falcon Crest (2 Folgen)
- 1987, 1996: Mord ist ihr Hobby (Murder, She Wrote, 2 Folgen)
- 1996: Überflieger (Wings, Folge 7x21)
- 1997: Hör mal, wer da hämmert (Home Improvement, Folge 6x13)
- 1997: Baywatch – Die Rettungsschwimmer von Malibu (Baywatch, Folge 7x11)
- 2001: Strong Medicine: Zwei Ärztinnen wie Feuer und Eis (Strong Medicine, Folge 1x20)
- 2003: Practice – Die Anwälte (The Practice, Folge 8x05)
- 2012, 2014: Treelore Theatre (2 Folgen)

## Broadway
- 1965: Mating Dance
- 1965–1968: Cactus Flower